# Równania Chapmana-Kołmogorowa
Równanie Chapmana – Kołmogorowa – odnosi się do jednorodnych procesów Markowa i wyraża się wzorem:
{\displaystyle P_{ij}(t+s)=\sum _{k=0}^{n}{P_{ik}(t)P_{kj}(s)},}
gdzie {\displaystyle P_{ij}(t)=P(\xi (t)=j|\xi (0)=i)} jest prawdopodobieństwem przejścia ze stanu {\displaystyle i} do {\displaystyle j} w czasie {\displaystyle t,} a {\displaystyle \xi } jest zmienną losową.
Równanie Chapmana-Kołmogorowa oznacza, iż prawdopodobieństwo przejścia ze stanu {\displaystyle i} do {\displaystyle j} w czasie {\displaystyle t+s} może być realizowane w ten sposób, że najpierw zachodzi przejście ze stanu {\displaystyle i} do {\displaystyle k} w czasie {\displaystyle t,} a następnie ze stanu {\displaystyle k} do stanu {\displaystyle j} w czasie {\displaystyle s.} Takie przejścia mogą się odbywać na {\displaystyle n+1} sposobów w zależności od wyboru stanu pośredniego {\displaystyle k=0,1,\dots ,n.}
Równanie to jest jednak prawdziwe tylko dla procesów Markowa, ponieważ tylko one mają własność zwaną brakiem pamięci, co oznacza, że prawdopodobieństwo {\displaystyle P_{kj}(s)} nie zależy od stanu {\displaystyle i,} czyli od historii procesu.
Dokonując odpowiednich przekształceń tego wzoru otrzymamy równania Kołmogorowa.